# Bahnstrecke Halle–Vienenburg
| Streckennummer (DB): | 6344 6346 (Halle Gbf–Halle Thüringer Bf) 6050 (Halle Steintorbf–Halle-Trotha)           |                                                            |                                                            |
| Kursbuchstrecke (DB): | 330                                                                                     |                                                            |                                                            |
| Kursbuchstrecke: | 181 (1934) 158g (Aschersleben – Frose 1934) 182e (Halberstadt – Heudeber-Danstedt 1934) |                                                            |                                                            |
| Streckenlänge: | 125,9 km                                                                                |                                                            |                                                            |
| Spurweite: | 1435 mm (Normalspur)                                                                    |                                                            |                                                            |
| Streckenklasse: | D4                                                                                      |                                                            |                                                            |
| Streckengeschwindigkeit: | 160 km/h                                                                                |                                                            |                                                            |
| Zugbeeinflussung: | PZB                                                                                     |                                                            |                                                            |
| Zweigleisigkeit: | Aschersleben–Frose Wegeleben–Halberstadt (ehemals durchgehend)                          |                                                            |                                                            |
| |                                                                                         |                                                            |                                                            |
| \| \| \| von Leipzig \| \| \| \| \| von Bebra und von Hann. Münden \| \| \| \| \| von Halle Thüringer Bf (Verbindung zur HHE) \| \| \| \| −1,140 5,136 \| Halle (Saale) Hbf \| Halle (Saale) Hbf \| \| \| 0,400 \| Halle (Saale) Gbf \| Halle (Saale) Gbf \| \| \| \| nach Halle (Saale) Abzw Ab und nach Peißen \| \| \| \| \| nach Cottbus, nach Berlin und nach Magdeburg \| \| \| \| 4,115 \| Halle Steintorbf (bis 2019) \| Halle Steintorbf (bis 2019) \| \| \| 3,600 1,520 \| Halle Steintorbrücke (Bft) \| Halle Steintorbrücke (Bft) \| \| \| \| Strecke 6346 „Semmering“ \| \| \| \| 2,180 \| Bk Semmering \| Bk Semmering \| \| \| 2,845 \| Halle Dessauer Brücke \| Halle Dessauer Brücke \| \| \| 3,795 \| Halle Zoo \| Halle Zoo \| \| \| 5,376 \| Halle Wohnstadt Nord (Bft) \| Halle Wohnstadt Nord (Bft) \| \| \| 6,155 6,153 \| Halle-Trotha \| Halle-Trotha \| \| \| \| Hafenbahn Halle-Trotha vom Hafen Halle (Saale) \| \| \| \| 9,549 \| Teicha \| Teicha \| \| \| \| Bundesautobahn 14 \| \| \| \| \| von Wettin \| \| \| \| 13,819 \| Wallwitz (Saalkr) \| Wallwitz (Saalkr) \| \| \| 17,796 \| Nauendorf (Saalkr) (Hp und Awanst, ehem. Bf) \| Nauendorf (Saalkr) (Hp und Awanst, ehem. Bf) \| \| \| \| nach Gerlebogk \| \| \| \| \| Bundesautobahn 14 \| \| \| \| 22,312 \| Domnitz (Saalkr) (ehem. Bf) \| Domnitz (Saalkr) (ehem. Bf) \| \| \| 28,516 \| Könnern \| Könnern \| \| \| \| nach Baalberge \| \| \| \| \| nach Rothenburg (Saale) \| \| \| \| 29,329 \| ehem. Bundesstraße 71 \| ehem. Bundesstraße 71 \| \| \| 30,236 \| ehem. Bundesstraße 6 \| ehem. Bundesstraße 6 \| \| \| 31,80 \| Saale \| Saale \| \| \| 32,310 \| Gnölbzig \| Gnölbzig \| \| \| 34,000 \| Bk Strenz \| Bk Strenz \| \| \| 38,850 \| Belleben \| Belleben \| \| \| 39,780 \| Belleben \| Belleben \| \| \| \| Wipper \| \| \| \| \| von Sangerhausen \| \| \| \| 45,436 \| Sandersleben (Anh) (Inselbahnhof) \| Sandersleben (Anh) (Inselbahnhof) \| \| \| \| nach Güsten \| \| \| \| \| Wipper \| \| \| \| \| Wipper \| \| \| \| 48,425 \| Freckleben \| Freckleben \| \| \| 51,418 \| Drohndorf-Mehringen \| Drohndorf-Mehringen \| \| \| 52,926 \| ehem. Bundesstraße 6 \| ehem. Bundesstraße 6 \| \| \| \| Eine \| \| \| \| \| von Köthen \| \| \| \| 56,950 \| Aschersleben \| Aschersleben \| \| \| 57,186 \| ehem. Bundesstraße 185 \| ehem. Bundesstraße 185 \| \| \| \| nach Nienhagen \| \| \| \| \| Bundesstraße 180 \| \| \| \| \| Bundesautobahn 36 \| \| \| \| 60,880 \| Bk Wilsleben \| Bk Wilsleben \| \| \| \| von Quedlinburg \| \| \| \| 64,283 \| Frose \| Frose \| \| \| \| Neutrassierung \| \| \| \| 67,450 \| Nachterstedt-Hoym \| Nachterstedt-Hoym \| \| \| \| \| \| \| \| 71,340 \| Gatersleben (ehem. Bf) \| Gatersleben (ehem. Bf) \| \| \| \| Selke \| \| \| \| 74,761 \| Hedersleben-Wedderstedt (ehem. Bf) \| Hedersleben-Wedderstedt (ehem. Bf) \| \| \| \| Bode \| \| \| \| 78,910 \| Bk Rodersdorf \| Bk Rodersdorf \| \| \| \| von Thale Hbf \| \| \| \| 81,651 \| Wegeleben \| Wegeleben \| \| \| 85,470 \| Bk Goldbach \| Bk Goldbach \| \| \| \| Bundesstraße 79 \| \| \| \| 86,590 \| Abzw Halberstadt Ost \| Abzw Halberstadt Ost \| \| \| \| nach Harsleben \| \| \| \| 87,70 \| Halberstadt Rbf \| Halberstadt Rbf \| \| \| \| von Blankenburg (Harz) \| \| \| \| 88,869 \| Halberstadt Hbf \| 110 m \| \| \| \| Bundesstraße 81 \| \| \| \| \| nach Magdeburg Hbf \| \| \| \| \| Holtemme \| \| \| \| 90,870 \| Bk Huy \| Bk Huy \| \| \| 93,007 \| Bundesstraße 79 \| Bundesstraße 79 \| \| \| 93,050 \| Bk Braunschweiger Straße \| Bk Braunschweiger Straße \| \| \| 95,227 \| Awanst Ströbeck (ehem. Bf) \| 142 m \| \| \| 97,670 \| Bk Mahndorf \| Bk Mahndorf \| \| \| 100,980 \| Bk Harz \| Bk Harz \| \| \| 103,286 \| Heudeber-Danstedt \| 188 m \| \| \| \| nach Bad Harzburg \| \| \| \| 105,060 \| Abzw Mulmke \| Abzw Mulmke \| \| \| \| nach Mattierzoll Süd \| \| \| \| 108,350 \| Langeln \| Langeln \| \| \| \| Bundesstraße 244 \| \| \| \| \| Ilse \| \| \| \| 111,520 \| Wasserleben \| Wasserleben \| \| \| \| nach Börßum \| \| \| \| 115,230 \| Schauen \| Schauen \| \| \| 118,130 \| Bk Lüttgenrode \| Bk Lüttgenrode \| \| \| \| \| \| \| \| ≈ 120,00 ≈ 29,00 \| von Ilsenburg (eigene Kilometrierung ab Heudeber-Danstedt) \| von Ilsenburg (eigene Kilometrierung ab Heudeber-Danstedt) \| \| \| \| \| \| \| \| 120,10 \| Landesgrenze Sachsen-Anhalt / Niedersachsen \| Landesgrenze Sachsen-Anhalt / Niedersachsen \| \| \| 121,140 \| Bk Abbenrode \| Bk Abbenrode \| \| \| \| Ecker \| \| \| \| \| Bundesautobahn 36 \| \| \| \| \| von Braunschweig Hbf (seit 1924) \| \| \| \| 123,20 \| Vienenburg Gbf \| Vienenburg Gbf \| \| \| \| nach Langelsheim \| \| \| \| \| Bundesstraße 241 \| \| \| \| \| Radau \| \| \| \| \| von Braunschweig Hbf \| \| \| \| 125,10 \| Vienenburg \| 137 m \| \| \| \| nach Bad Harzburg \| \| \| \| \| nach Goslar \| \| \| \| \| \| \| \| Quellen: [1][2][3][4][5][6] \| \| \| \| |                                                                                         |                                                            |                                                            |
| Strecke von rechts |                                                                                         | von Leipzig                                                | von Leipzig                                                |
| Strecke · Strecke von links |                                                                                         | von Bebra und von Hann. Münden                             | von Bebra und von Hann. Münden                             |
| Strecke · Abzweig geradeaus und ehemals von links |                                                                                         | von Halle Thüringer Bf (Verbindung zur HHE)                | von Halle Thüringer Bf (Verbindung zur HHE)                |
| Bahnhof · S-Bahnhof | −1,140 5,136                                                                            | Halle (Saale) Hbf                                          | Halle (Saale) Hbf                                          |
| Dienststation / Betriebs- oder Güterbahnhof · Strecke | 0,400                                                                                   | Halle (Saale) Gbf                                          | Halle (Saale) Gbf                                          |
| Abzweig quer und von links · Abzweig geradeaus und nach rechts · Strecke |                                                                                         | nach Halle (Saale) Abzw Ab und nach Peißen                 | nach Halle (Saale) Abzw Ab und nach Peißen                 |
| Kreuzung geradeaus oben · Strecke nach rechts · Strecke |                                                                                         | nach Cottbus, nach Berlin und nach Magdeburg               | nach Cottbus, nach Berlin und nach Magdeburg               |
| Abzweig ehemals geradeaus und nach links · Strecke von rechts · ehemaliger Dienststation / Betriebs- oder Güterbahnhof | 4,115                                                                                   | Halle Steintorbf (bis 2019)                                | Halle Steintorbf (bis 2019)                                |
| Strecke (außer Betrieb) · Strecke · S-Bahn-Halt | 3,600 1,520                                                                             | Halle Steintorbrücke (Bft)                                 | Halle Steintorbrücke (Bft)                                 |
| Strecke nach links (außer Betrieb) · Kreuzung geradeaus oben (Querstrecke außer Betrieb) · Abzweig geradeaus und ehemals nach rechts |                                                                                         | Strecke 6346 „Semmering“                                   | Strecke 6346 „Semmering“                                   |
| ehemalige Blockstelle · Strecke | 2,180                                                                                   | Bk Semmering                                               | Bk Semmering                                               |
| Strecke · S-Bahn-Halt | 2,845                                                                                   | Halle Dessauer Brücke                                      | Halle Dessauer Brücke                                      |
| Strecke · S-Bahn-Halt | 3,795                                                                                   | Halle Zoo                                                  | Halle Zoo                                                  |
| Strecke · S-Bahn-Halt | 5,376                                                                                   | Halle Wohnstadt Nord (Bft)                                 | Halle Wohnstadt Nord (Bft)                                 |
| Bahnhof · S-Kopfbahnhof Streckenende | 6,155 6,153                                                                             | Halle-Trotha                                               | Halle-Trotha                                               |
| Abzweig geradeaus und von links |                                                                                         | Hafenbahn Halle-Trotha vom Hafen Halle (Saale)             | Hafenbahn Halle-Trotha vom Hafen Halle (Saale)             |
| Haltepunkt / Haltestelle | 9,549                                                                                   | Teicha                                                     | Teicha                                                     |
| Strecke mit Straßenbrücke |                                                                                         | Bundesautobahn 14                                          | Bundesautobahn 14                                          |
| Abzweig geradeaus und ehemals von links |                                                                                         | von Wettin                                                 | von Wettin                                                 |
| Bahnhof | 13,819                                                                                  | Wallwitz (Saalkr)                                          | Wallwitz (Saalkr)                                          |
| Haltepunkt / Haltestelle | 17,796                                                                                  | Nauendorf (Saalkr) (Hp und Awanst, ehem. Bf)               | Nauendorf (Saalkr) (Hp und Awanst, ehem. Bf)               |
| Abzweig geradeaus und ehemals nach rechts |                                                                                         | nach Gerlebogk                                             | nach Gerlebogk                                             |
| Strecke mit Straßenbrücke |                                                                                         | Bundesautobahn 14                                          | Bundesautobahn 14                                          |
| Haltepunkt / Haltestelle | 22,312                                                                                  | Domnitz (Saalkr) (ehem. Bf)                                | Domnitz (Saalkr) (ehem. Bf)                                |
| Bahnhof | 28,516                                                                                  | Könnern                                                    | Könnern                                                    |
| Abzweig geradeaus und nach rechts |                                                                                         | nach Baalberge                                             | nach Baalberge                                             |
| Abzweig geradeaus und nach links |                                                                                         | nach Rothenburg (Saale)                                    | nach Rothenburg (Saale)                                    |
| Bahnübergang | 29,329                                                                                  | ehem. Bundesstraße 71                                      | ehem. Bundesstraße 71                                      |
| Bahnübergang | 30,236                                                                                  | ehem. Bundesstraße 6                                       | ehem. Bundesstraße 6                                       |
| Brücke über Wasserlauf | 31,80                                                                                   | Saale                                                      | Saale                                                      |
| ehemaliger Haltepunkt / Haltestelle | 32,310                                                                                  | Gnölbzig                                                   | Gnölbzig                                                   |
| ehemalige Blockstelle | 34,000                                                                                  | Bk Strenz                                                  | Bk Strenz                                                  |
| ehemaliger Bahnhof | 38,850                                                                                  | Belleben                                                   | Belleben                                                   |
| Haltepunkt / Haltestelle | 39,780                                                                                  | Belleben                                                   | Belleben                                                   |
| Brücke über Wasserlauf |                                                                                         | Wipper                                                     | Wipper                                                     |
| Abzweig geradeaus und von links |                                                                                         | von Sangerhausen                                           | von Sangerhausen                                           |
| Bahnhof | 45,436                                                                                  | Sandersleben (Anh) (Inselbahnhof)                          | Sandersleben (Anh) (Inselbahnhof)                          |
| Abzweig geradeaus und nach rechts |                                                                                         | nach Güsten                                                | nach Güsten                                                |
| Brücke über Wasserlauf |                                                                                         | Wipper                                                     | Wipper                                                     |
| Brücke über Wasserlauf |                                                                                         | Wipper                                                     | Wipper                                                     |
| Haltepunkt / Haltestelle | 48,425                                                                                  | Freckleben                                                 | Freckleben                                                 |
| Bahnhof | 51,418                                                                                  | Drohndorf-Mehringen                                        | Drohndorf-Mehringen                                        |
| Bahnübergang | 52,926                                                                                  | ehem. Bundesstraße 6                                       | ehem. Bundesstraße 6                                       |
| Brücke über Wasserlauf |                                                                                         | Eine                                                       | Eine                                                       |
| Abzweig geradeaus und von rechts |                                                                                         | von Köthen                                                 | von Köthen                                                 |
| Bahnhof | 56,950                                                                                  | Aschersleben                                               | Aschersleben                                               |
| Bahnübergang | 57,186                                                                                  | ehem. Bundesstraße 185                                     | ehem. Bundesstraße 185                                     |
| Abzweig geradeaus und ehemals nach rechts |                                                                                         | nach Nienhagen                                             | nach Nienhagen                                             |
| Strecke mit Straßenbrücke |                                                                                         | Bundesstraße 180                                           | Bundesstraße 180                                           |
| Strecke mit Straßenbrücke |                                                                                         | Bundesautobahn 36                                          | Bundesautobahn 36                                          |
| ehemalige Blockstelle | 60,880                                                                                  | Bk Wilsleben                                               | Bk Wilsleben                                               |
| Abzweig geradeaus und ehemals von links |                                                                                         | von Quedlinburg                                            | von Quedlinburg                                            |
| Bahnhof | 64,283                                                                                  | Frose                                                      | Frose                                                      |
| Abzweig ehemals geradeaus und nach links · Strecke von rechts |                                                                                         | Neutrassierung                                             | Neutrassierung                                             |
| Bahnhof (Strecke außer Betrieb) · Bahnhof | 67,450                                                                                  | Nachterstedt-Hoym                                          | Nachterstedt-Hoym                                          |
| Abzweig ehemals geradeaus und von links · Strecke nach rechts |                                                                                         |                                                            |                                                            |
| Haltepunkt / Haltestelle | 71,340                                                                                  | Gatersleben (ehem. Bf)                                     | Gatersleben (ehem. Bf)                                     |
| Brücke über Wasserlauf |                                                                                         | Selke                                                      | Selke                                                      |
| Haltepunkt / Haltestelle | 74,761                                                                                  | Hedersleben-Wedderstedt (ehem. Bf)                         | Hedersleben-Wedderstedt (ehem. Bf)                         |
| Brücke über Wasserlauf |                                                                                         | Bode                                                       | Bode                                                       |
| ehemalige Blockstelle | 78,910                                                                                  | Bk Rodersdorf                                              | Bk Rodersdorf                                              |
| Abzweig geradeaus und von links |                                                                                         | von Thale Hbf                                              | von Thale Hbf                                              |
| Bahnhof | 81,651                                                                                  | Wegeleben                                                  | Wegeleben                                                  |
| ehemalige Blockstelle | 85,470                                                                                  | Bk Goldbach                                                | Bk Goldbach                                                |
| Strecke mit Straßenbrücke |                                                                                         | Bundesstraße 79                                            | Bundesstraße 79                                            |
| Blockstelle | 86,590                                                                                  | Abzw Halberstadt Ost                                       | Abzw Halberstadt Ost                                       |
| Abzweig geradeaus und nach links |                                                                                         | nach Harsleben                                             | nach Harsleben                                             |
| ehemaliger Dienststation / Betriebs- oder Güterbahnhof | 87,70                                                                                   | Halberstadt Rbf                                            | Halberstadt Rbf                                            |
| Abzweig geradeaus und von links |                                                                                         | von Blankenburg (Harz)                                     | von Blankenburg (Harz)                                     |
| Bahnhof | 88,869                                                                                  | Halberstadt Hbf                                            | 110 m                                                      |
| Strecke mit Straßenbrücke |                                                                                         | Bundesstraße 81                                            | Bundesstraße 81                                            |
| Abzweig geradeaus und nach rechts |                                                                                         | nach Magdeburg Hbf                                         | nach Magdeburg Hbf                                         |
| Brücke über Wasserlauf |                                                                                         | Holtemme                                                   | Holtemme                                                   |
| ehemalige Blockstelle | 90,870                                                                                  | Bk Huy                                                     | Bk Huy                                                     |
| Bahnübergang | 93,007                                                                                  | Bundesstraße 79                                            | Bundesstraße 79                                            |
| ehemalige Blockstelle | 93,050                                                                                  | Bk Braunschweiger Straße                                   | Bk Braunschweiger Straße                                   |
| Blockstelle | 95,227                                                                                  | Awanst Ströbeck (ehem. Bf)                                 | 142 m                                                      |
| ehemalige Blockstelle | 97,670                                                                                  | Bk Mahndorf                                                | Bk Mahndorf                                                |
| ehemalige Blockstelle | 100,980                                                                                 | Bk Harz                                                    | Bk Harz                                                    |
| Bahnhof | 103,286                                                                                 | Heudeber-Danstedt                                          | 188 m                                                      |
| Abzweig ehemals geradeaus und nach links |                                                                                         | nach Bad Harzburg                                          | nach Bad Harzburg                                          |
| Blockstelle (Strecke außer Betrieb) | 105,060                                                                                 | Abzw Mulmke                                                | Abzw Mulmke                                                |
| Abzweig geradeaus und nach rechts (Strecke außer Betrieb) |                                                                                         | nach Mattierzoll Süd                                       | nach Mattierzoll Süd                                       |
| Haltepunkt / Haltestelle (Strecke außer Betrieb) | 108,350                                                                                 | Langeln                                                    | Langeln                                                    |
| Strecke mit Straßenbrücke (Strecke außer Betrieb) |                                                                                         | Bundesstraße 244                                           | Bundesstraße 244                                           |
| Brücke über Wasserlauf (Strecke außer Betrieb) |                                                                                         | Ilse                                                       | Ilse                                                       |
| Bahnhof (Strecke außer Betrieb) | 111,520                                                                                 | Wasserleben                                                | Wasserleben                                                |
| Abzweig geradeaus und nach rechts (Strecke außer Betrieb) |                                                                                         | nach Börßum                                                | nach Börßum                                                |
| Bahnhof (Strecke außer Betrieb) | 115,230                                                                                 | Schauen                                                    | Schauen                                                    |
| Blockstelle (Strecke außer Betrieb) | 118,130                                                                                 | Bk Lüttgenrode                                             | Bk Lüttgenrode                                             |
| |                                                                                         |                                                            |                                                            |
| Abzweig ehemals geradeaus und von links | ≈ 120,00 ≈ 29,00                                                                        | von Ilsenburg (eigene Kilometrierung ab Heudeber-Danstedt) | von Ilsenburg (eigene Kilometrierung ab Heudeber-Danstedt) |
| |                                                                                         |                                                            |                                                            |
| Grenze | 120,10                                                                                  | Landesgrenze Sachsen-Anhalt / Niedersachsen                | Landesgrenze Sachsen-Anhalt / Niedersachsen                |
| ehemalige Blockstelle | 121,140                                                                                 | Bk Abbenrode                                               | Bk Abbenrode                                               |
| Brücke über Wasserlauf |                                                                                         | Ecker                                                      | Ecker                                                      |
| Strecke mit Straßenbrücke |                                                                                         | Bundesautobahn 36                                          | Bundesautobahn 36                                          |
| Abzweig geradeaus und von rechts |                                                                                         | von Braunschweig Hbf (seit 1924)                           | von Braunschweig Hbf (seit 1924)                           |
| ehemaliger Dienststation / Betriebs- oder Güterbahnhof | 123,20                                                                                  | Vienenburg Gbf                                             | Vienenburg Gbf                                             |
| Abzweig geradeaus und ehemals nach rechts |                                                                                         | nach Langelsheim                                           | nach Langelsheim                                           |
| Brücke |                                                                                         | Bundesstraße 241                                           | Bundesstraße 241                                           |
| Brücke über Wasserlauf |                                                                                         | Radau                                                      | Radau                                                      |
| Abzweig geradeaus und ehemals von rechts |                                                                                         | von Braunschweig Hbf                                       | von Braunschweig Hbf                                       |
| Bahnhof | 125,10                                                                                  | Vienenburg                                                 | 137 m                                                      |
| Abzweig geradeaus und nach links |                                                                                         | nach Bad Harzburg                                          | nach Bad Harzburg                                          |
| Strecke |                                                                                         | nach Goslar                                                | nach Goslar                                                |
| |                                                                                         |                                                            |                                                            |
| Quellen: |                                                                                         |                                                            |                                                            |

Die Bahnstrecke Halle–Vienenburg ist eine nicht elektrifizierte Hauptbahn in Sachsen-Anhalt und Niedersachsen. Sie ist eine wichtige Verbindung zwischen dem Ballungsraum Halle und dem nördlichen Harzvorland. Sie wurde von 1862 bis 1872 in mehreren Teilabschnitten von der Magdeburg-Halberstädter Eisenbahngesellschaft eröffnet und wird heute bis auf den stillgelegten Abschnitt zwischen Heudeber-Danstedt und Vienenburg durch DB Netz betrieben. Der Verkehr zwischen Heudeber-Danstedt und Vienenburg nutzt seit 1996 die weiter südlich verlaufende Bahnstrecke über Wernigerode.
Zwischen Halle (Saale) Hauptbahnhof und Halle-Trotha verläuft die eingleisige elektrifizierte Strecke Halle Steintorbf – Halle-Trotha, auf der die S-Bahn Mitteldeutschland verkehrt, parallel zur Bahnstrecke Halle (Saale)–Halberstadt. Zwischen Halle Dessauer Brücke und Halle-Trotha wurde für diese Strecke das freie Planum des ehemaligen Streckengleises Vienenburg–Halle genutzt. Seit 2015 besteht in Halle-Trotha wieder eine Weichenverbindung zwischen beiden Strecken.

## Geschichte

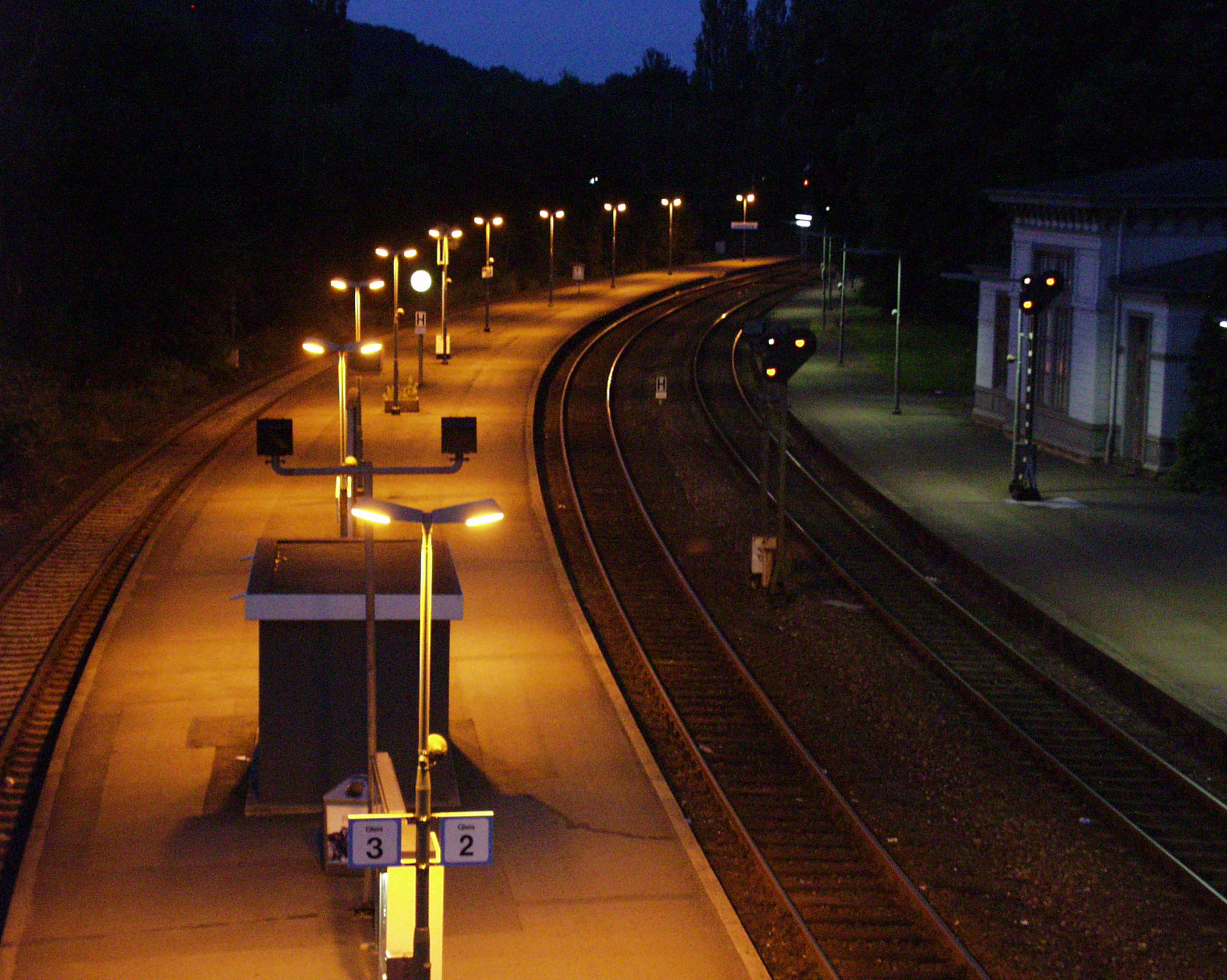
Bahnhof Vienenburg, August 2002

Bereits 1840 beziehungsweise 1841 wurden die beiden späteren Streckenendpunkte Halle und Vienenburg an das Eisenbahnnetz angeschlossen. Ebenfalls 1843 ging die Strecke Oschersleben–Jerxheim–Wolfenbüttel in Betrieb, wodurch bereits eine – wenn auch weiter nördlich verlaufende – Schienenverbindung bestand. Dennoch gab es weiterhin Planungen für eine Bahnstrecke näher am Harz, die Halberstadt direkt in Richtung Westen anschließen sollte.
Das erste Teilstück der heutigen Strecke von Halberstadt nach Wegeleben wurde 1862 mit der Bahnstrecke Halberstadt–Thale eröffnet.
1864 konnte ein Staatsvertrag zwischen Preußen und Braunschweig geschlossen werden, der eine Bahnverbindung Halberstadt–Vienenburg vorsah. Eine halbwegs flache Trasse mit Abstand vom Harz wurde über Heudeber-Danstedt und Wasserleben ausgewählt. Das Königreich Hannover, auf dessen Grund sich Vienenburg damals befand, lehnte dieses Vorhaben zunächst jedoch ab. Erst nach dem Sieg Preußens im Deutschen Krieg und der daraus resultierenden Annexion Hannovers konnte die Magdeburg-Halberstädter Eisenbahngesellschaft (MHE) 1867 mit dem Bau auf diesem Abschnitt beginnen. Am 1. März 1869 wurde diese Verbindung in Betrieb genommen. Zuvor war schon 1865 der Abschnitt Wegeleben–Aschersleben eingeweiht worden. 1871 wurde diese Strecke bis ins benachbarte Könnern verlängert, und von dort wurde dann 1872 das letzte Teilstück bis Halle (Saale) fertiggestellt.
Ab 1875 stand von Vienenburg aus die Verbindung in Richtung Hildesheim über die Bahnstrecke Vienenburg–Langelsheim zur Verfügung. Der direkte Schienenweg Halle–Hannover war damit komplett.
Der Fernverkehr hatte sich nach der Verstaatlichung der MHE auf die weiter nördlich verlaufenden Staatsbahnstrecken verlagert, für den überregionalen Güterverkehr hatte die Strecke jedoch eine erhebliche Bedeutung.
Während des Zweiten Weltkrieges steigerte sich der Verkehr weiter, die Strecke war wichtiger Teil der Verbindung zwischen Ruhrgebiet und Mitteldeutschland. Am Ende des Krieges waren zahlreiche Bahnstationen der Strecke das Ziel alliierter Luftangriffe. Der Zugverkehr kam vorerst zum Erliegen, da die zurückweichende Wehrmacht weitere Zerstörungen anrichtete.
Durch die Teilung Deutschlands wurde die Strecke 1945 zwischen Vienenburg in der britischen Besatzungszone und Wasserleben in der sowjetischen Besatzungszone unterbrochen. Auf sowjetischer Seite wurde das zweite Streckengleis als Reparationsleistung abgebaut, hinzu kam das Gleis von Wasserleben bis zur Grenze. Teilweise wurden wie im Bahnhof Könnern auch durchgehende Bahnhofshauptgleise mit entfernt.
Im Rahmen des Ausbaues der Rübelandbahn für die Kalkabfuhr aus dem Harz erhielten die Abschnitte Aschersleben–Frose und Wegeleben–Halberstadt, auf denen sich die Verkehre mehrerer Strecken überlagern, in den 1960ern wieder ein zweites Streckengleis. 

### Nordharzlückenschluss

Streckensituation östlich von Vienenburg seit der Deutschen Wiedervereinigung

Nach der Wende 1990 gab es Bestrebungen, die Verbindung zwischen Halberstadt und Vienenburg wieder zu reaktivieren. Da die ursprüngliche Strecke allerdings größere Orte wie Wernigerode und Ilsenburg ausließ, fiel die Entscheidung zu Gunsten der südlich verlaufenden Bahnstrecke Heudeber-Danstedt–Ilsenburg aus. Diese führte bis 1945 ebenfalls über die Landesgrenze hinaus nach Bad Harzburg.
Da die Trasse der alten Strecke im Bereich Bad Harzburg nicht mehr nutzbar war, beschloss die Deutsche Bahn den Bau der Neubaustrecke Ilsenburg–Vienenburg, die in Stapelburg aus der ursprünglichen Strecke ausfädelt und in Richtung Norden zur bisherigen Verbindung Halberstadt–Vienenburg verläuft. Kurz vor der Landesgrenze fädelt sie in die alte Trasse ein und folgt dieser bis nach Vienenburg. Da die Strecke auf niedersächsischem Boden die alte Trasse nutzt, konnte das Vorhaben vor Ort als Renovierung einer bestehenden Strecke betrachtet werden, was wiederum die Einrichtung von Bahnübergängen ermöglichte. Am 2. Juni 1996 erfolgte die Eröffnung des rund zehn Kilometer langen Abschnittes. Die Personenzüge zwischen Halberstadt und Vienenburg nutzen seitdem von der alten Strecke den Abschnitt Halberstadt–Heudeber-Danstedt sowie den drei Kilometer langen Abschnitt auf niedersächsischem Boden und verkehren sonst über die südlich verlaufende Verbindung via Ilsenburg und Wernigerode. Die bestehenden Streckennummern blieben bei dieser Änderungen unberührt.
Der Streckenabschnitt zwischen Heudeber-Danstedt und Wasserleben wurde bis zum 28. September 2002 noch von Personenzügen genutzt, die weiter über die Strecke der ehemaligen Osterwieck-Wasserlebener Eisenbahn nach Osterwieck fuhren. Dann wurde der Verkehr eingestellt, am 30. Juni 2003 genehmigte das Eisenbahn-Bundesamt die Stilllegung dieses Streckenabschnittes.

### Weitere Entwicklung
Ab Ende der 1990er Jahre erfolgte ein Komplettumbau des Abschnittes Halle–Halberstadt, der diese für den Einsatz von Neigetechnikzügen mit einer Höchstgeschwindigkeit von 160 km/h nutzbar machte. Die Leit- und Sicherungstechnik wurde modernisiert und in Sandersleben (Anh) ein elektronisches Stellwerk errichtet. Die Gleisanlagen vieler Bahnhöfe wurden auf das heute nötige Maß zurückgebaut; einige Bahnhöfe wurden aufgelassen. Mit diesem Stellwerksneubau wurde auf den zweigleisigen Abschnitten Aschersleben–Frose und Wegeleben–Halberstadt Gleiswechselbetrieb einrichtet.
Ende 2009 traten Probleme mit dem Untergrund im Streckenabschnitt zwischen Frose und Nachterstedt auf, die Höchstgeschwindigkeit musste daraufhin in diesem Abschnitt auf 50 km/h gesenkt werden. Zwischen August und Dezember 2012 erfolgte im Zuge einer Totalsperrung dieses Abschnitts eine Sanierung. Der Untergrund wurde verdichtet, um mögliche Hohlräume unter der Strecke zu beseitigen, anschließend wurden die Streckengleise neu verlegt. Hierfür wurden 5,5 Millionen Euro investiert.
Die Verbindung von Halberstadt über Wernigerode nach Vienenburg wurde im Jahre 2007 für den Betrieb mit Neigetechnikzügen umgebaut. Zum Fahrplanwechsel 2008 verkürzte sich die Fahrzeit auf Grund des Abschlusses von Sanierungsarbeiten erneut.
Seit Dezember 2015 wird die Streckenausrüstung für die Neigetechnik aufgrund einer Neuvergabe der Regionalverkehrsleistungen jedoch nicht mehr genutzt. 2019 wurde sie stillgelegt.
Als Vorbereitung für den Umbau des Eisenbahnknotens Halle wurde im Sommer 2015 eine neue Weichenverbindung im Bahnhof Halle-Trotha eingebaut. Dadurch werden direkte Zugfahrten von der Bahnstrecke Halle–Vienenburg auf die parallele eingleisige S-Bahnstrecke ermöglicht.
Am 24. Januar 2022 wurde der Abschnitt Halle-Trotha–Könnern zum überlasteten Schienenweg erklärt.

### Ausblick
Ein im August 2021 veröffentlichter Entwurf für die Infrastrukturliste zum 3. Gutachterentwurfs des Deutschlandtakts enthält ein „Kreuzungsgleis Nauendorf“, um den unterstellten Güterverkehr bewältigen zu können. Dafür sind, zum Preisstand von 2015, Kosten von fünf Millionen Euro geplant. Damit würde die derzeitige Anschlussstelle Nauendorf (Saalkr) wieder zu einem Bahnhof.
In einem 2023 veröffentlichten Entwurf eines Plans zur Erhöhung der Schienenwegkapazität sieht DB Netz mittelfristig den Bedarf für die Wiedererrichtung des zweiten Gleises mindestens zwischen Wallwitz und Könnern, optimalerweise zwischen Halle-Trotha und Könnern.

## Betrieb
Zwischen Halle, Halberstadt und Hannover verkehrten bis 2014 im jeweils Zweistundentakt Regional-Express-Züge der Deutschen Bahn (HarzExpress) sowie Nahverkehrszüge des Nordharznetzes der Veolia Verkehr Sachsen-Anhalt mit Halt an allen Stationen. Am Wochenende betreibt Veolia eine Verbindung zwischen Berlin und Wernigerode, die den Abschnitt Halberstadt–Heudeber-Danstedt mitnutzt.
Die Stationen am separaten Streckengleis zwischen Halle (Saale) Hauptbahnhof und Halle-Trotha werden von der Linie S47 der S-Bahn Mitteldeutschland und den Regionalbahnzügen bedient.
Seit Dezember 2014 enden die Regionalexpresszüge/jetzt Harz-Elbe-Express von Halle (Saale) in Goslar, zwischen Vienenburg und Goslar verkehren sie ohne Halt in Bad Harzburg. Zusätzlich wird die Regionalbahn-Linie der Veolia Verkehr Sachsen-Anhalt aus Halberstadt regelmäßig nach Goslar durchgebunden. So ergaben sich stündliche Verbindungen zwischen Halle und der Kaiserstadt am Harz, wo jeweils Anschluss nach Hannover besteht. Im Rahmen einer freihändigen Vergabe wurde der Betrieb des Regionalexpresses Halle–Goslar ab Dezember 2015 für zwei Jahre an die Veolia Verkehr Sachsen-Anhalt vergeben. Zum Einsatz kommen Dieseltriebzüge vom Typ LINT 41. Durch den Verzicht auf den Neigetechnikbetrieb verlängerte sich die Fahrzeit, allerdings wurde durch die Beschleunigung der Regionalbahn-Linie ein stündliches Angebot zwischen Goslar und Halle eingerichtet. Die Halte der bisherigen Regionalbahnlinie zwischen Halberstadt und Aschersleben werden von einer zusätzlichen Linie bedient. Im Dezember 2018 übernahm Abellio Rail Mitteldeutschland die Regionalverkehrsleistungen, die im Dezember 2024 wiederum von Regionalverkehre Start Deutschland übernommen wurden.

## Galerie

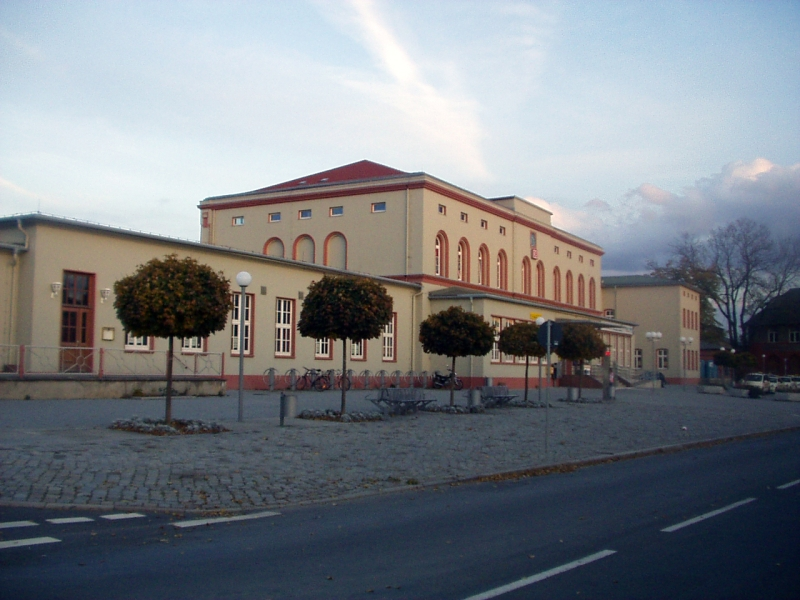
Bahnhof Aschersleben
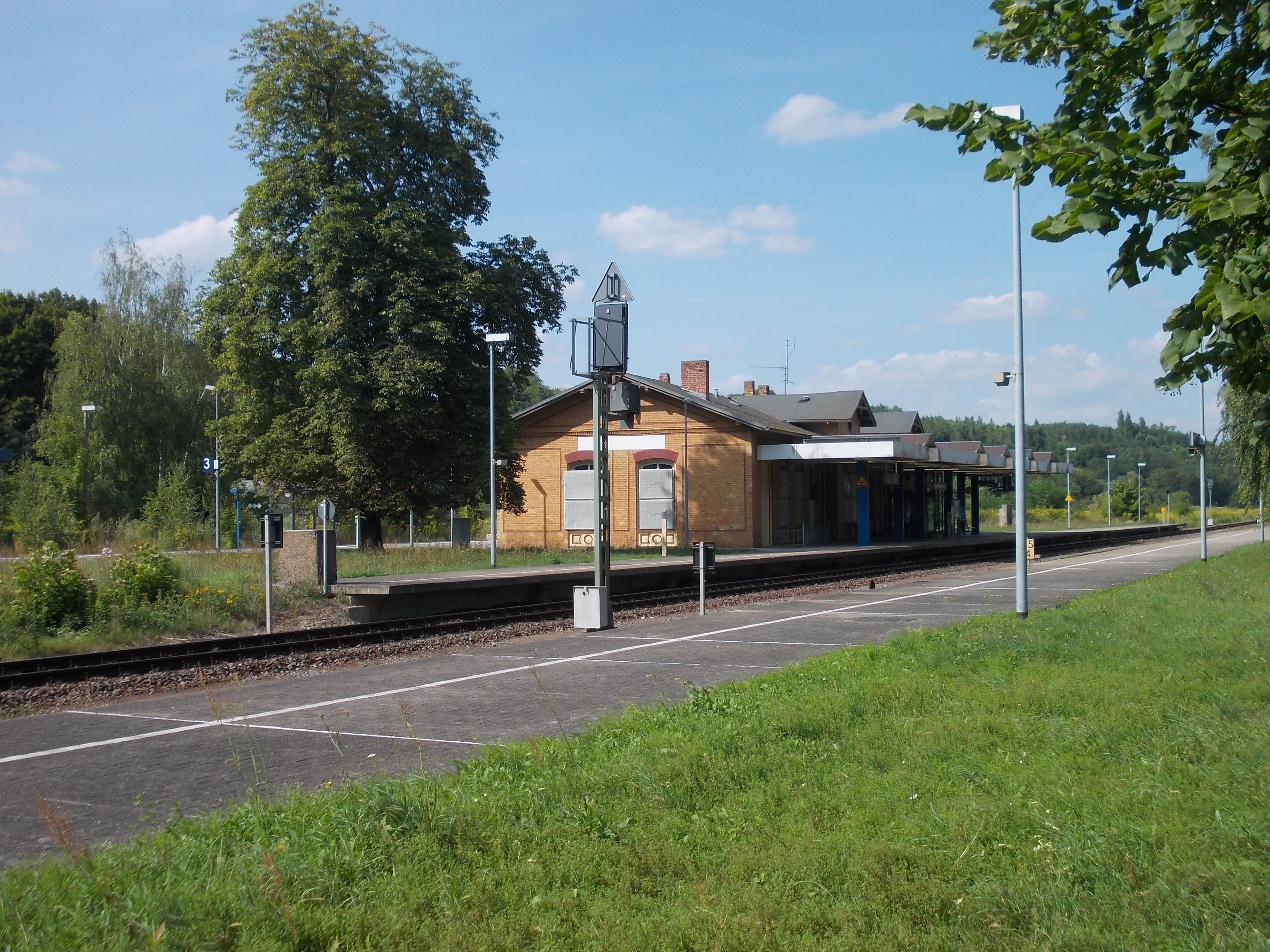
Bahnhof Sandersleben
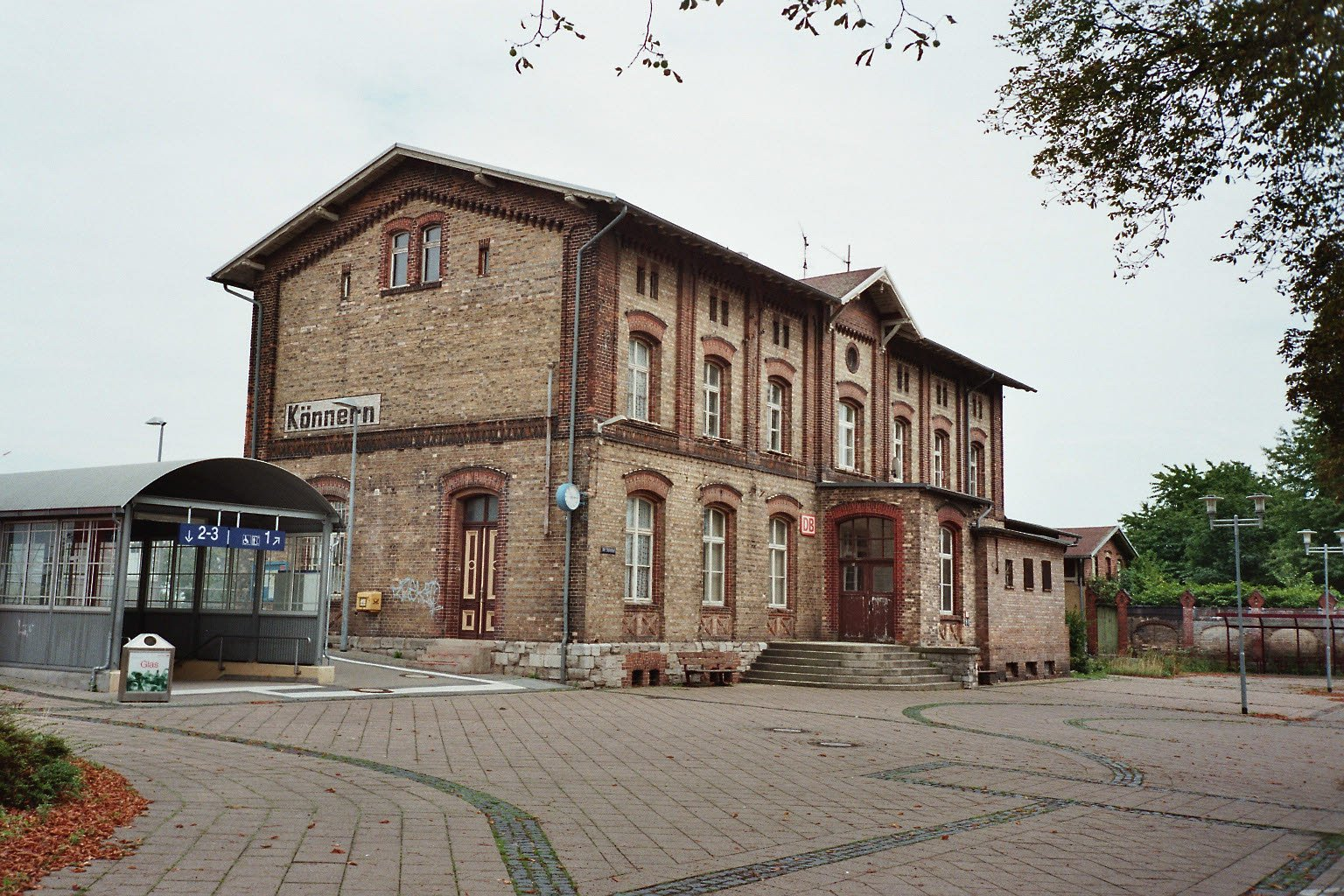
Bahnhof Könnern
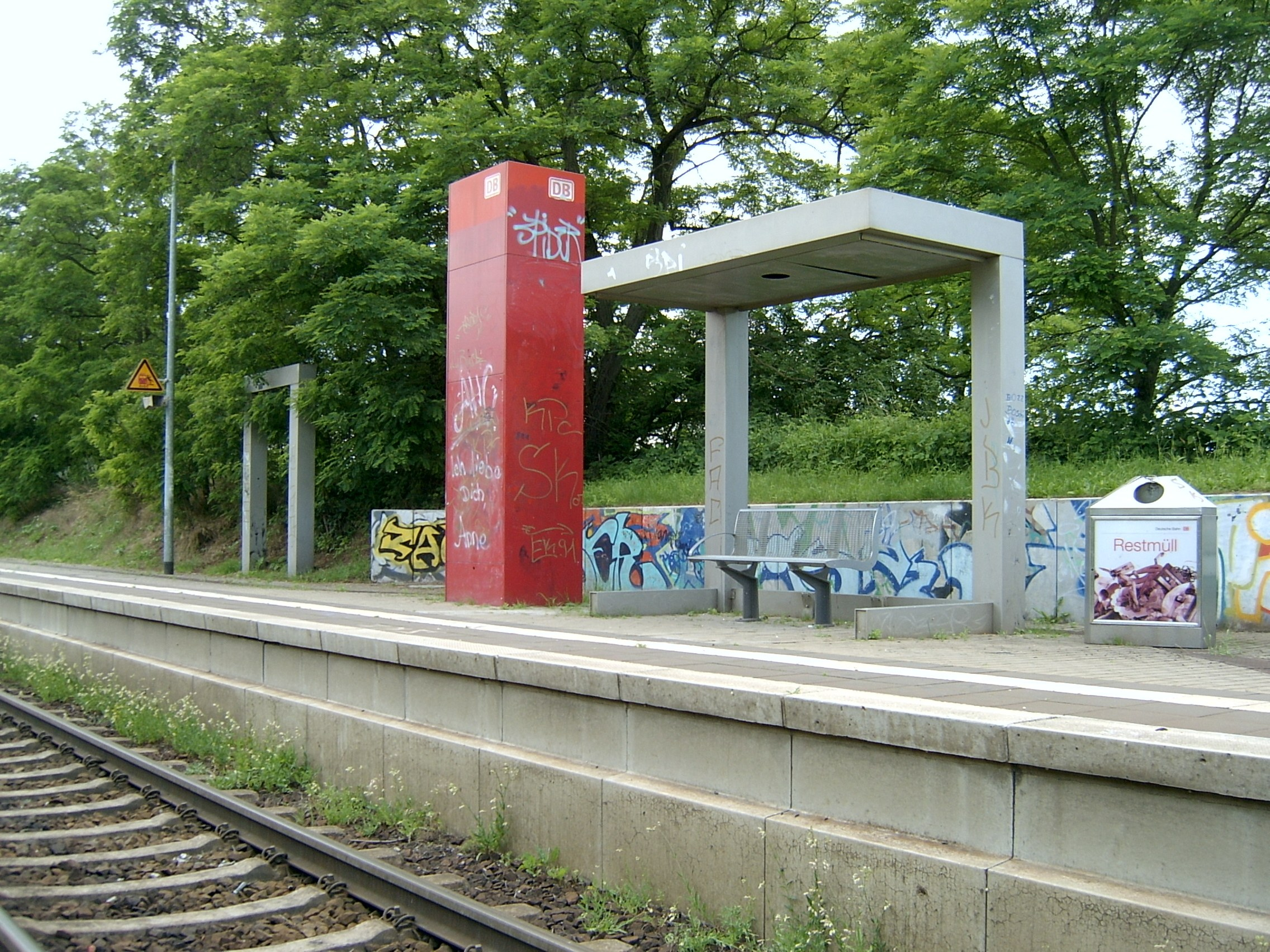
Haltepunkt Teicha